# مكتبة العتبة العباسية المقدسة
مكتبة العتبة العباسية المقدسة هي مكتبة عامة تقع داخل العتبة العباسية المقدسة في مدينة كربلاء القديمة في العراق. تحتوي المكتبة على موارد مختلفة من الكتب والمخطوطات والكتب النادرة في مختلف التخصصات واللغات.
وتضم المكتبة 250000 كتاب. 

## التاريخ

### قبل عام 2006
تم إنشاء المكتبة في سنة 1963 من قبل السيد عباس الحسيني الكاشاني، وكانت تضم 5000 كتاب على أرففها، معظمها تضررت أو سُرقت خلال الانتفاضات التي اندلعت في العراق عام 1991 ضد نظام صدام حسين، وتم إهمالها منذ ذلك الحين وحتى إعادة فتحها في عام 2006. 

### بعد عام 2006
في عام 2006، أعيد افتتاحها بعد 3 سنوات من إغلاقها بعد حرب العراق في عام 2003، وأعيد فتحها بدعم كبير من السيد علي الحسيني السيستاني. تضمنت المكتبة الجديدة أقسامًا جديدة لم تكن موجودة في المكتبة القديمة، وقد تم تطوير العديد من الأقسام والوحدات المتخصصة من أجل تلبية متطلبات العصر الجديد بعد حرب العراق والتعامل مع المتطلبات العلمية لدى طلاب الجامعات العراقية والباحثين. 

## جمع المخطوطات
تم جمع ما يقرب عن خمسة آلاف نسخة مكتوبة تصنف على أنها ثمينة ونادرة وذات تراث في المكتبة خلال الفترة من 2009 إلى 2014، وقد تم تنفيذ هذه العملية على ثلاث مراحل: 

### المرحلة الأولى
المرحلة الأولى: جمع المخطوطات بدون نوع معين من النصوص. كان الهدف هو حماية وجمع ما يمكن جمعه من الكنوز المبعثرة أو التالفة أو المسروقة أو تلك التي تم تهريبها خارج البلاد بسبب الحروب المتتالية أو عدم الاستقرار أو لأسباب اقتصادية وثقافية. يفسر العامل الأخير حالة الجهل بقيمتها وأهميتها التي ادت إلى تضررها، مثال آخر هو ما حدث أثناء انتفاضة شعبان في عام 1411/1991، عندما قام الجنود وأعضاء البعثيين بصنع الشاي في فناء الحرم الشريف على النار المصنوعة من الكتب والمخطوطات النادرة، لذلك فقد وضعت المكتبة هذه التجربة في أولويات العمل لجمع ما يمكن جمعه ومن ثم تم تعيين خبراء لهذا العمل.

### المرحلة الثانية
المرحلة الثانية: معالجة المخطوطات وصيانتها وحمايتها ضمن الظروف المناسبة. لهذا الغرض، أرسلت دار المخطوطات كوادرها إلى دول أوروبية معروفة في هذا المجال، من أجل تدريبهم والحصول على شهادات تخصص معترف بها. واشترى الدار أيضًا «مستشفى» خاصًا لمعالجة المخطوطات ومعالجتها وفقًا لأحدث التقنيات المعروفة، والشركات التابعة لها هي اليوم أبرز المتخصصين في هذا الصدد في العراق، مما يتيح لهم الاحتفاظ بعدد من المكتبات المعروفة في مختلف محافظات العراق.

### المرحلة الثالثة
وشملت المرحلة الأخيرة تصوير وتصنيف وفهرسة المخطوطات وتحديد الهوية التاريخية والعلمية للمؤلفين لتكوينها، وتسهيل تسليمها وجعلها في متناول أيدي الباحثين والمحققين.

## الاقسام
بالإضافة إلى قاعة القراءة الرئيسية، تضم المكتبة الأقسام المدرجة أدناه: 
1. وحدة الاستحواذ [6]
2. الفهرسة ونظم المعلومات [7]
3. مركز المعلومات الرقمية [8]
4. التأليف والدراسات [9]
5. ترميم المخطوطات [10]
6. نسخ وتصنيف المخطوطات [11]
7. وحدة الترجمة [12]
8. تجليد الكتب [13]
9. الموارد البشرية [14]

## منشورات المكتبة[15]

### المنشورات العربية
1. دور الخرائط المفاهيمية في تكوين المفاهيم الرئيسية لعمليات الفهرسة فــي المكتبات [16]
2. بحوث المؤتمر الدولي في المعلومات والمكتبات ج 2 [17]
3. بحوث المؤتمر الدولي في المعلومات والمكتبات ج 1 [18]
4. البصرة في مجلة لغة العرب [19]
5. النجف في مجلة لغة العرب [20]
6. بغداد في مجلة لغة العرب (القسم الرابع) [21]
7. ماوصل الينا من كتاب مدينة العلم [22]
8. نهج البلاغة المختار من كلام امير المؤمنين [23]
9. بغداد في مجلة لغة العرب (القسم الثالث) [24]
10. أبو الفضل العباس في الشعر العربي [25]
11. بغداد في مجلة لغة العرب (القسم الثاني) [26]
12. مانزل من القرآن في علي بن ابي طالب [27]
13. درر المطالب وغرر المناقب [28]
14. الدرر البهية في تراجم علماء الامامية الجزء الثاني [29]
15. الدرر البهية في تراجم علماء الامامية الجزء الأول [30]
16. شرح قصيدة محمد المجذوب (على قبر معاوية) [31]
17. سند الخصام [32]
18. دليل الأطاريح الجامعية ج 2 [33]
19. الأربعون حديثاً (الطبعة الثانية) [34]
20. رسالة في آداب المجاورة [35]
21. دليل الأطاريح الجامعية ج 1 [36]
22. منار الهدى الجزء الثاني [37]
23. منار الهدى الجزء الأول [38]
24. مكارم أخلاق النبي والأئمة [39]
25. معارج الأفهام إلى علم الكلام [40]
26. كشف الاستار [41]
27. ديوان السيد سليمان الكبير [42]
28. المجالس الحسينية [43]
29. الصولة العلوية على القصيدة البغدادية [44]
30. مجالي اللطف بارض الطف [45]
31. الأربعون حديثاً [46]

### المنشورات الإنجليزية
1. كتالوج الكتب الإلكترونية باللغة الإنجليزية [47]

## منشورات أخرى من العتبة العباسية المقدسة[48]

### المنشورات الإنجليزية
1. AL-Abbas bin Ali (P.B.U.H.) The Staunch Advocate of Dignity and Sacrifice in Islam [49]
2. Backbiting & Its Enormous Effects [50]
3. Truthfulness Is a Survival Compass in a World in Crisis [51]
4. Patience Profuse Offer & Abundant Welfare [52]
5. A Collection Of Visits[ [53]
6. (Marriage) (Sacred Contract & Delicious Fruits) Marriage Privileges [54]
7. (SHYNESS & INSOLENCE) Between (Intellect & Legislature) [55]
8. Humbleness - The Head Of Goodness & The Basis Of Worshiping [56]
9. Pilgrims’ Principles towards the Massive Arba’een Pilgrimage [57]
10. The Fruits of the Arba’een Pilgrimage [58]
11. Modesty and Degradation Between Intellect and Sharia [59]